# Francesco Veracini
Francesco Veracini (Florència (Toscana), 1638 – Idem, 1720), va ser un compositor i violinista italià, pare d'Antonio i avi de Francesc Maria.
Sobre la seva vida hi ha poca i escassa informació: fill d'un tal Niccolò, va ser un admirat violinista a la cort dels Mèdici, lloc on va treballar durant molts anys. Molt probablement es va beneficiar del patrocini de Ferran II de Mèdici, el gran duc que havia protegit, entre d'altres, Galileo Galilei. Va fundar una escola de música, dirigida més tard pel seu fill Antonio. Va ser un dels violinistes virtuosos més grans de la seva època.